# Wireless community network
I wireless community network (in italiano: rete comunitaria senza fili) o wireless community project (in italiano: Progetto di comunità senza fili) sono delle reti costruite gestite e mantenute da appassionati. In questo tipo di comunità non c'è singolo proprietario dell'infrastruttura di rete, come nel caso della rete di un operatore di telecomunicazioni, ma la rete è un bene comune di tutta la comunità che si impegna a farla funzionare nel miglior modo possibile.
Solitamente le Wireless Community per costruire la rete utilizzano la tecnologia Wireless LAN. Esse, sfruttando il vantaggio offerto dall'economico standard 802.11b (Wi-Fi), consentono la costruzione di gruppi di nodi con copertura di un'intera città o di aree rurali. 
Visto che lo strato di rete utilizzato è IP, è possibile anche condividere tra i membri della community la connettività ad Internet in zone non coperte dal servizio ADSL.

## Storia
Una prima manifestazione del principio della libertà di antenna si può far risalire ai radioamatori che trasmettevano in modalità packet radio, negli stessi anni in cui il software libero si diffondeva fuori dalle università.
Il fenomeno delle wireless communities è iniziato nell'anno 2000, quando hardware IEEE 802.11 era disponibile a basso costo. La prima Wireless Community Network è stata SeattleWireless, ma presto il fenomeno si è diffuso in tutto il mondo.
In Europa le community più grandi che si sono formate sono Freifunk a Berlino e Guifi.net in Spagna.
La wireless community network più grande d'Italia è Ninux.org a Roma e in altre città italiane (benché con infrastrutture non fisicamente collegate), tuttavia esistono altre realtà fortemente radicate sul territorio, al punto da soppiantare quasi completamente gli operatori tradizionali, come Progetto Neco e Gallia Network.

## Funzionamento
Queste reti fanno uso di antenne di tipo direttivo spesso costruite in proprio con il recupero di materiali altrimenti destinati ai rifiuti (come Cantenna), e di una topologia mesh (Wireless mesh network), ideata per la condivisione di banda e per connettere dinamicamente il maggior numero possibili di nodi tra loro.. Nel 2004, si è visto che numerose reti mesh erano poco scalabili e soffrivano una riduzione delle prestazioni.

## Organizzazione
Una wireless community network richiede una serie di soluzioni tecniche commerciali a prezzi accessibili (per fornire una banda accettabilmente stabile e larga), oppure una massa critica di utenti disposti a condividere la connessione e dedicare parte del loro tempo alle attività di gestione dell'infrastruttura, possibilmente mediante la scelta lungimirante di tecnologie e protocolli:
- diffusi nel mondo, e standardizzati da enti di normazione tecnica,
- basati su codice a sorgente aperto e non proprietario, certo nella retrocompatibilità
- allo stato dell'arte: in vista ad esempio di Industria 4.0 e delle smart city, che prevedono l'impiego di sensori collegati in reti wireless dello stesso tipo.

Un protocollo di rete di questo tipo è lo Simple Network Management Protocol.
Ogni nodo costituisce un potenziale Access point e un potenziale ripetitore che aumenta la banda disponibile (e la sua qualità), permette un rilancio di segnale a copertura di altre aree, e un maggior raggio d'azione della rete.
L'impiego di standard diffusi, e quindi presenti con maggiore probabilità nelle reti geograficamente vicine, avviene con il proposito di una loro futura integrazione rapida e a basso costo per convergere verso una rete wireless progressivamente sempre più estesa e capillare.
In questo modo, la rete, anche per quanto riguarda il software, compie una scelta progettuale coerente con l'impiego di materiali autocostruiti per realizzare comuni antenne di tipo direttivo. 
Le reti mesh richiedono un elevato livello di partecipazione e di impegno della Comunità affinché la rete sia praticabile. L'approccio mesh richiede attualmente attrezzature uniformi. Un aspetto basato sul mercato dell'approccio mesh è che gli utenti che ricevono un segnale di rete debole possono spesso convertirlo in un segnale forte ottenendo e funzionando un nodo ripetitore, estendendo così la rete mesh.
La gestione dell'infrastruttura di rete è un'attività svolta in genere da utenti volontari, e, meno di frequente, assegnata ad associazioni di tipo cooperativo.
La comunità, se acquisisce o riceve in donazione apparati di rete e un budget da gestire, può decidere di dar vita ad una associazione, con relative statuto e regole scritte, che chiariscano chi sono gli eventuali proprietari della rete, e che vietino di trarre profitto da un bene comune creato dagli abitanti del luogo, introducendo successivamente un servizio a pagamento con limitazioni di accesso e di traffico nella rete libera.